# Torneio Porto de Rotterdam 2008

Em 2008, para comemorar o  aniversário de 100 anos de sua fundação, o Feyenoord decidiu organizar um campeonato amistoso chamado "Torneio do Jubileu do Feyenoord". Como no ano anterior havia sido realizado um torneio para celebrar os 75 anos da Autarquia do Porto de Rotterdam, o campeonato acabou ficando conhecido como "Torneio Porto de Rotterdam de 2008".
Foram convidados para o torneio os times  europeus contra os quais o Feyernoord conquistou os seus maiores títulos: o Celtic, (Taça dos Clubes Campeões Europeus de 1969–70), o Tottenham Hotspur (Copa da UEFA de 1973–74) e o Borussia Dortmund (Copa da UEFA de 2001–02).
A disputa se deu em forma de quadrangular, com dois jogos para cada equipe, e as partidas aconteceram entre 1 e 3 de Agosto de 2008, todas no Estádio De Kuip.

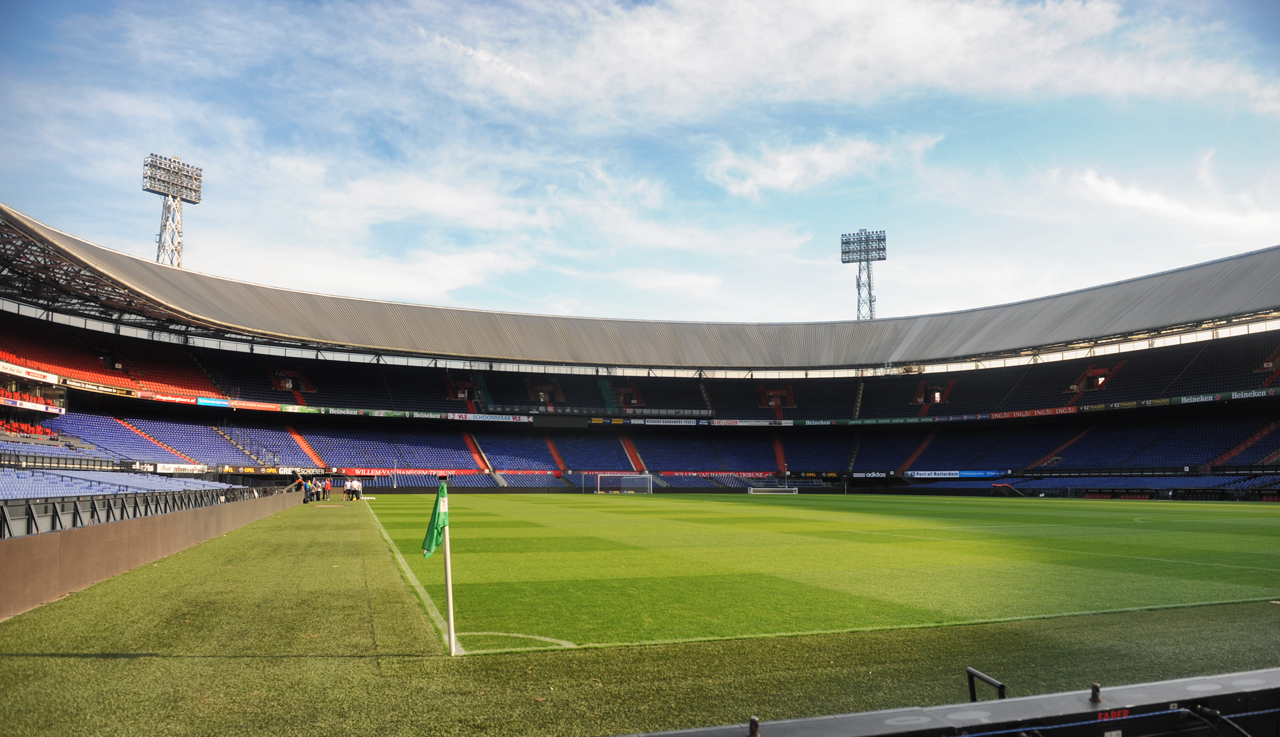
Estádio De Kuip, casa do Feyenoord

## Resultados
| Equipe            | J | V | E | D | GF | GS | SG | Pnt |
| ----------------- | - | - | - | - | -- | -- | -- | --- |
| Tottenham Hotspur | 2 | 2 | 0 | 0 | 5  | 0  | +5 | 6   |
| Celtic            | 2 | 1 | 0 | 1 | 3  | 3  | 0  | 3   |
| Borussia Dortmund | 2 | 1 | 0 | 1 | 2  | 4  | -2 | 3   |
| Feyenoord         | 2 | 0 | 0 | 2 | 2  | 5  | -3 | 0   |

## Marcadores
| Posição | Nome                       | Equipe            | Gols |
| ------- | -------------------------- | ----------------- | ---- |
| 1       | Darren Bent                | Tottenham Hotspur | 2    |
| 1       | Jan Vennegoor of Hesselink | Celtic            | 2    |
| 2       | David Bentley              | Tottenham Hotspur | 1    |
| 2       | Giovani Dos Santos         | Tottenham Hotspur | 1    |
| 2       | Jamie O'Hara               | Tottenham Hotspur | 1    |
| 2       | Georgios Samaras           | Celtic            | 1    |
| 2       | Jakub Błaszczykowski       | Borussia Dortmund | 1    |
| 2       | Sebastian Hille            | Borussia Dortmund | 1    |
| 2       | Georginio Wijnaldum        | Feyenoord         | 1    |
| 2       | Leroy Fer                  | Feyenoord         | 1    |

## Premiação
| Torneio do Porto de Rotterdam de 2008 |
| Inglaterra                            |
| ------------------------------------- |
| Tottenham Campeão                     |